# Línea de Alta Velocidad Fuzhou-Xiamen
El ferrocarril FuXia (福厦铁路) es una vía férrea de trenes de alta velocidad de tipo Intercity, la línea exclusiva para pasajeros entre las ciudades de Fuzhou y Xiamen ambas ciudades costeras de la provincia de Fujian, República Popular China. La línea tiene una longitud total de 275 kilómetros y forma parte del Corredor Ferroviario de alta velocidad de la Costa Sureste China. La construcción comenzó en 2005, y la línea entró en funcionamiento el 26 de abril de 2010. La línea está preparada para una velocidad máxima de 250 km/h.

## Historia
El ferrocarril de Fuzhou-Xiamen es el primer ferrocarril entre dos importantes ciudades de Fujian, la capital provincial y la ciudad más próspera de la provincia. La mayoría de las líneas de alta velocidad por ferrocarril en China siguen las rutas de los mayores ferrocarriles convencionales, pero no había ferrocarriles en la costa sureste antes de la introducción de esta línea. 
Históricamente, la región de la costa sureste se basó en el transporte marítimo, y el terreno accidentado hace la construcción del ferrocarril más caro. En la primera mitad del siglo XX, la inestabilidad política y la guerra retrasó la construcción de ferrocarriles. Durante la Guerra Fría , la costa sureste enfrentó a la amenaza de la invasión de la República de China en Taiwán y todos los ferrocarriles fueron construidos en el interior. Sólo cuando las tensiones políticas en todo el Estrecho de Taiwán disminuyeron a finales de 1990 se tenía previsto el ferrocarril Fuzhou-Xiamen.
El proyecto fue aprobado por el Consejo de Estado en julio de 2004. La construcción comenzó en septiembre de 2005 y se terminó en diciembre de 2009. La operación comercial se inició el 26 de abril de 2010. A diferencia de otras líneas ferroviarias de 300 o 350 km/h, la línea de Fuzhou-Xiamen es de 250 km/h con capacidad a 300 km/h. 
La apertura de la línea ferroviaria de alta velocidad redujo considerablemente los tiempos de viaje por ferrocarril en la costa de Fujian. El servicio a 200 km/h desde Fuzhou a Xiamen en un tren directo tarda 1 hora con 28 minutos, a 188 km/h de media. En comparación con el viaje en tren de 10 horas a través de vías férreas que atraviesan el interior.
- Datos: Q847004